# Karröstener Straße
De Karröstener Straße (L244) is een 1,86 kilometer lange Landesstraße (lokale weg) in het district Imst in de Oostenrijkse deelstaat Tirol. De weg is een zijweg van de Tiroler Straße (B171), gelegen bij het kruispunt met de Inntal Autobahn (A12) en de Pitztalstraße (L16), en zorgt voor een verbinding met Karrösten (918 m.ü.A.). Het beheer van de straat valt onder de Straßenmeisterei Imst.